# Ulrich Werz

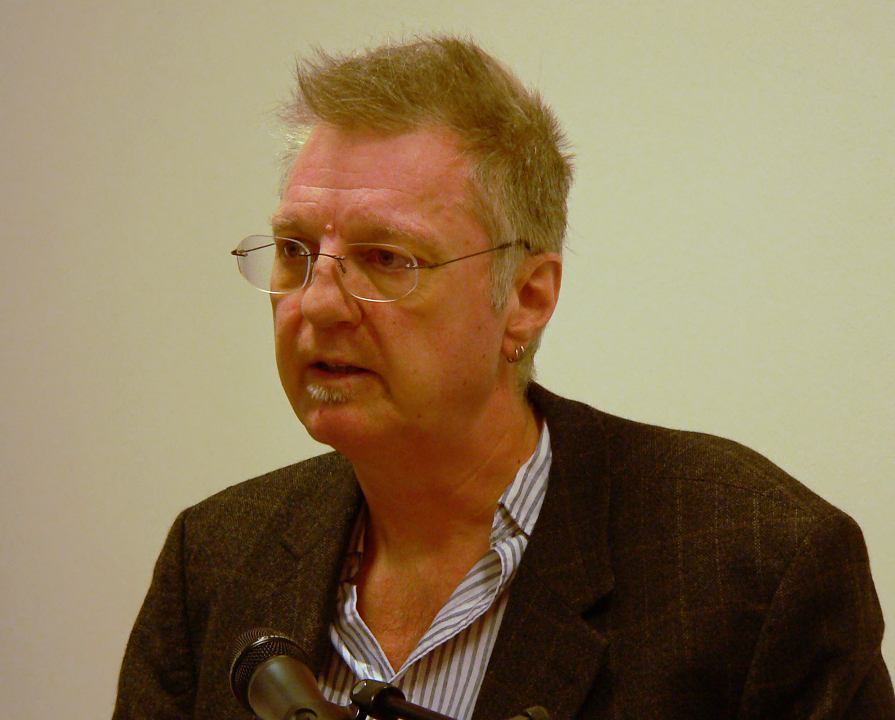
Ulrich Werz, 2019

Ulrich Werz (* 15. Januar 1964 in Stuttgart; † 14. Juni 2023) war ein deutscher Altertumswissenschaftler und Numismatiker.

## Leben
Werz studierte ab 1986 Klassische Archäologie und Alte Geschichte sowie Vor- und Frühgeschichte an der Georg-August-Universität Göttingen. Nach der Zwischenprüfung wechselte er an die Johann Wolfgang Goethe-Universität Frankfurt am Main; im Nebenfach studierte er Vorderasiatische Archäologie. Im Seminar für Klassische Archäologie der Universität Frankfurt erwarb er 1992 bei Hans von Steuben den Magister artium mit dem Thema Aphroditedarstellungen auf kleinasiatischen Prägungen der römischen Kaiserzeit. Nach einem 1993 begonnenen Ergänzungsstudium und Abschlussprüfung im Fach Hilfswissenschaften der Altertumskunde: Epigraphik, Papyrologie, Numismatik promovierte er am Seminar für Alte Geschichte in Frankfurt am Main (heute Institut für Archäologische Wissenschaften) über Gegenstempel auf Aesprägungen der frühen römischen Kaiserzeit im Rheingebiet. Die Arbeit wurde mit magna cum laude bewertet und gilt als eines der Standardwerke zu dem Thema.
Von 2002 bis 2014 war Werz wissenschaftlicher Mitarbeiter am Münzkabinett der Stadt Winterthur. Zudem war er als Fundmünzbearbeiter, unter anderem für die Kantonsarchäologie Zürich und St. Gallen, tätig.
Über einen längeren Zeitraum betrieb Ulrich Werz Nachwuchsförderung durch Lehrveranstaltungen am Münzkabinett der Stadt Winterthur sowie an den Althistorischen Seminaren der Universitäten Freiburg im Breisgau und Osnabrück. Von März 2010 bis März 2014 war Werz im Vorstand der Schweizerischen Arbeitsgemeinschaft für Fundmünzen (SAF), die er von 2011 bis 2014 als Präsident führte.
Aus gesundheitlichen Gründen beendete Ulrich Werz 2014 seine Tätigkeiten in der Schweiz und war weiterhin in Forschung und Lehre tätig. Seit 2015 bearbeitete er die Münzfunde der römischen Villa Borg im Saarland und Funde von Ausgrabungen in der Fundregion Kalkriese als möglicher Ort der Varusschlacht. Seit 2016 lebte er in Hannover und war seit 2017 beim Niedersächsischen Landesamt für Denkmalpflege für die Bearbeitung von Fundmünzen zuständig.

## Veröffentlichungen (Auswahl)
- Gegenstempel auf Aesprägungen der frühen römischen Kaiserzeit im Rheingebiet – Grundlagen, Systematik, Typologie. Dissertation, Frankfurt am Main 2001.
- Griechische Münzen – Griechische Welt. Kostbarkeiten aus dem Münzkabinett der Stadt Winterthur. Innsbruck 2003.
- Gegenstempel auf Reichs- und Provinzialprägungen der römischen Kaiserzeit. Katalog der Sammlung Dr. Konrad Bech (= Schriftenreihe der Numismatischen Gesellschaft Speyer. Band 45). Speyer 2004.
- Gegenstempel auf Aesprägungen der frühen römischen Kaiserzeit im Rheingebiet – Grundlagen, Systematik, Typologie. Winterthur 2009 (online).
- Die Gegenstempel auf den Münzen aus Hedemünden. In: Römerlager Hedemünden: Der augusteische Stützpunkt, seine Außenanlagen, seine Funde und Befunde. Sandstein Verlag, Dresden 2012, S. 223–229.
- Zur Datierung des Römerlagers bei Hedemünden, Ldkr. Göttingen, durch gegengestempelte Fundmünzen. In: Michael Zelle (Hrsg.): Terra incognita? Die nördlichen Mittelgebirge im Spannungsfeld römischer und germanischer Politik um Christi Geburt. Akten des Kolloquiums im Lippischen Landesmuseum Detmold vom 17. bis 19. Juni 2004. Philipp von Zabern, Mainz 2008, ISBN 978-3-8053-3632-1, S. 187–190.
- Die Kleingeldversorgung augusteischer Zeit in Gallien und Germanien – Überlegungen zu den Kleinerzen aus dem römischen Marschlager von Wilkenburg. In: Nachrichten aus Niedersachsens Urgeschichte. Band 87, 2018, S. 167–182 (online)
- Die Fundmünzen der römischen Villa Borg bis zum Frühjahr 2017 (= Denkmalpflege im Saarland. Band 10). Saarbrücken 2022, ISBN 978-3-927856-22-6.